# Aa sphaeroglossa
Aa sphaeroglossa je vrsta orhideje (porodica kaćunovke, Orchidaceae) iz reda šparogolike. Biljka je podrijetlom iz Bolivije, a prvi put je opisana 1922. godine.